# Pidonia kyushuensis
Pidonia kyushuensis är en skalbaggsart som beskrevs av Yamawaki 1959. Pidonia kyushuensis ingår i släktet Pidonia och familjen långhorningar. Inga underarter finns listade i Catalogue of Life.